# 면책조건부증언취득제도
면책조건부증언취득제도(Immunity)는 피의자 성격이 강한 제3자의 범행에 대해 결정적인 증언을 하는 참고인에게 연루 혐의나 다른 범죄를 면해주거나 일정한 범위 내에서 감형해주는 제도다.
검찰이 자백을 강요하는 수사관행을 개선하기 위한 대안으로 도입을 검토하고 있는 이 제도 아래에서는 수사대상인 사건과 직ㆍ간접적으로 관련이 있는 사람으로부터 면책을 조건으로 증언 및 증거를 쉽게 확보할 수 있다. 증거확보가 어려운 범죄의 사건들에서 결정적인 증거 및 증언을 확보할 수 있다. 그러나 범죄에 대한 철저한 증거수집을 통해 범죄를 입증하고 상응한 처벌을 해야 할 검찰이 수사단계에서 이미 범죄인의 형량을 정하는 구조는 법관에 의한 재판을 받도록 한 대한민국의 형사사법 체계와는 일정 부분 괴리가 있는 것 아니냐는 지적도 있다.

## 같이 보기
- 사전형량조정제도